# Show Me the Meaning of Being Lonely
Singles de Backstreet Boys
Larger than Life
(1999) The One
(2000)
Clip vidéo
[vidéo] « Show Me the Meaning of Being Lonely », sur YouTube
Show Me the Meaning of Being Lonely est une chanson du boys band américain Backstreet Boys extraite de leur troisième album studio, intitulé Millennium et sorti (aux États-Unis) le 18 mai 1999.
Environ sept mois après la sortie de l'album, la chanson a été publiée en single (aux États-Unis, le 21 décembre 1999). C'était le troisième single tiré de cet album, après I Want It That Way et Larger than Life.
La chanson a débuté à la 74e place du Hot 100 du magazine américain Billboard pour la semaine du 1er janvier 1999 et atteint la 6e place dans la semaine du 18 mars.
Au Royaume-Uni, la chanson a débuté à la 99e place du hit-parade des singles pour la semaine du 23 au 29 janvier 2000 et atteint la 3e place dans la semaine du 27 février au 3 mars. Elle a également atteint le top 10 dans plusieurs autres pays, y compris l'Allemagne, l'Autriche, la Suisse, l'Italie, l'Espagne, les Pays-Bas, la Suède, la Finlande, la Norvège, l'Australie et la Nouvelle-Zélande.